# موزه دریایی مرسی‌ساید
موزه دریایی مرسی‌ساید (انگلیسی: Merseyside Maritime Museum)، موزه واقع در لیورپول، انگلستان، بریتانیا است. این موزه بخشی از موزه‌های ملی لیورپول به‌شمار می‌رود و به صورت دوره آزمایشی در سال ۱۹۸۰ افتتاح شد و در سال ۱۹۸۴ افتتاح کامل گشت، اندکی بعد در سال ۱۹۸۶ گسترش یافت.